# Larry Walters
Pour les articles homonymes, voir Walters.
Lawrence Richard Walters (19 avril 1949 – 6 octobre 1993), surnommé « Lawnchair Larry » ou « the Lawn Chair Pilot » (littéralement « Larry chaise de jardin » ou « le pilote de chaise de jardin »), est un chauffeur de poids-lourd américain.
Il est notamment connu pour son vol du 2 juillet 1982 en Californie à bord d'un aéronef de sa fabrication. Surnommé « Inspiration I », l'engin était composé d'une simple chaise de terrasse à laquelle 45 ballons-sondes gonflés à l'hélium étaient attachés. Walters partit de San Pedro (Los Angeles), s'éleva à une altitude de 4 600 m et entra dans l'espace aérien contrôlé proche de l'aéroport international de Los Angeles, avant de se poser non sans quelques difficultés à Long Beach. Son vol fut rapporté dans de nombreux médias.

## Vol en ballon

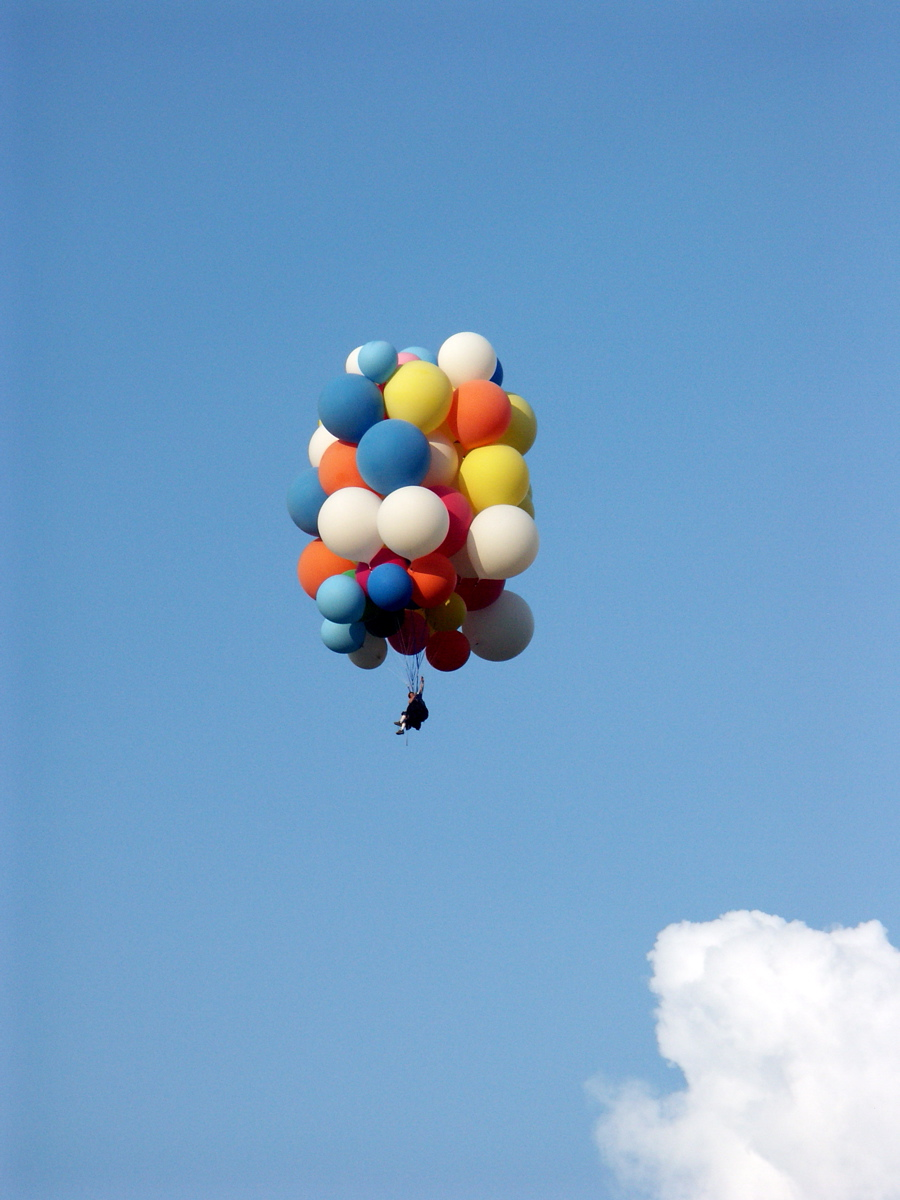
Les pratiquants du cluster ballooning reprennent les principes de Larry Walters.

### Origines du plan
Walters avait toujours rêvé de voler, mais n'avait pas pu devenir pilote de l'Air Force à cause de sa piètre vue. Dès ses 13 ans, il pensa à utiliser des ballons-sondes afin de voler, après en avoir vu retenus par le plafond d'un magasin du surplus militaire. Vingt ans plus tard, il décide de mettre cette idée à exécution. Son intention première était d'attacher quelques ballons météo gonflés à l'hélium à sa chaise de jardin, de couper la corde le retenant au sol, puis de flotter au-dessus de son arrière-cour à une hauteur d'environ 9 m (30 pieds) durant plusieurs heures. Il prévoit d'utiliser un fusil à plomb pour crever quelques ballons et redescendre tranquillement à terre.

### Préparation
En 1982, Walters et sa compagne, Carol Van Deusen, achètent 45 ballons météo de 8 pieds de diamètre (~ 2,44 m) et obtiennent des bouteilles d'hélium de la société California Toy Time Balloons. Ils utilisent une demande falsifiée de leur employeur, FilmFair Studios, indiquant que les ballons seront utilisés pour une publicité télévisée. Le 6 octobre, Walters accroche les ballons à sa chaise de jardin, les gonfle à l'hélium, puis, se munissant d'un parachute, s'attache à la chaise dans l'arrière-cour d'une maison au 1633 W. 7th St. à San Pedro (Californie). Il prend avec lui son fusil à plomb, une radio CB, des sandwiches, de la bière fraîche et un appareil photo.

### Lancement et vol
Lorsque ses amis coupent la corde qui lie sa chaise de jardin à sa Jeep, la chaise de Walter s'élève rapidement à une altitude d'environ 4 600 mètres (15 000 pieds). Au départ, Larry n'ose pas tirer sur un des ballons, craignant que cela déséquilibre la charge et le fasse tomber. Il dérive lentement au-dessus de Long Beach et franchit le premier couloir d'approche de l'aéroport international de Los Angeles.
Après 45 minutes de vol, il commence à tirer sur plusieurs ballons avec sa carabine, qui lui échappe accidentellement des mains. Il descend doucement, jusqu'au moment où les câbles des ballons se prennent dans une ligne électrique, privant une partie de Long Beach d’électricité durant 20 minutes. Larry parvient alors à toucher le sol.

### Arrestation et conséquences
Larry Walters est immédiatement arrêté par la police de Long Beach. À un reporter présent qui lui demande pourquoi il a fait cela, Walters répond : « un homme ne peut pas juste rester assis ».
Neal Savoy, inspecteur régional chargé de la sécurité aurait déclaré à propos de Walters « nous savons qu'il a violé certaines parties du Federal Aviation Act (en), et jusqu'à ce que nous sachions de quelles parties il s'agit, nous maintenons nos inculpations. S'il avait eu une licence de pilote, elle lui aurait été retirée. Il n’en avait pas. »
Larry Walters a été condamné à 4 000 dollars d'amende pour avoir violé les lois fédérales en matière de vols aériens, en particulier pour avoir volé dans une zone de trafic aéroportuaire « sans avoir établi et maintenu une communication dans les deux sens avec la tour de contrôle ». Walters a fait appel et l'amende fut réduite à 1 500 dollars, la charge d'avoir fait voler « un aéronef civil sans avoir eu de certification pour celui-ci » étant considérée comme nulle, étant donné qu'il n’existait pas de certification pour ce type d'appareil. Larry fit alors ce commentaire : « si la FAA avait été là quand les frères Wright testaient leur premier aéronef, ils n'auraient jamais pu faire leur premier vol à Kitty Hawk ».
Larry reçut le premier prix du Bonehead Club de Dallas pour son aventure, ainsi que des invitations à The Tonight Show et à Late Night with David Letterman, ainsi qu'une mention aux Darwin Awards 1998. Il remporta également les Darwin Awards français de 1997. Il fut l'un des rares gagnants à être encore en vie après son escapade.

## Par la suite
La chaise de jardin utilisée par Larry Walters fut donnée à un jeune admirateur nommé Jerry, ce que Walters regretta par la suite, quand le Smithsonian Institute (gérant le National Air and Space Museum) lui demanda de léguer l'objet. Vingt ans plus tard, Jerry envoya un e-mail à Mark Barry, un pilote qui a consacré un site à l'histoire, déclarant avoir conservé la chaise dans son garage, avec des câbles et certains bidons d'eau ayant servi de lest.
Après son vol, Walters est recruté comme speaker et quitte son poste de chauffeur routier. Il figure sur une publicité pour Timex Group USA dans le début des années 1990 mais ne fit pas une grande fortune de sa notoriété. Plus tard, il escalada les Monts San Gabriel et fit du volontariat pour le United States Forest Service. Il se sépara de sa compagne et fit épisodiquement un travail de gardien.
Larry Walters se suicide d'une balle dans le cœur le 6 octobre 1993 à l'âge de 44 ans dans la forêt nationale d'Angeles. Sur sa tombe figure l’épitaphe « Lawn Chair Pilot » (pilote de chaise de jardin).

## Dans la culture populaire

### Cinéma
- Dans la comédie australienne Danny Deckchair (en) (2004) qui s'inspire de l'histoire de « Lawnchair Larry »[5].
- Dans le long-métrage d'animation Là-haut (2009) des Studios Pixar, une maison s’élève dans les airs grâce à des ballons.référence nécessaire

### Télévision
- Dans le troisième et dernier épisode pilote de la série MythBusters (épisode 3, « Larry's Lawn Chair Balloon, Poppy Seed Drug Test, "Goldfinger" ») diffusé le 7 mars 2003 sur Discovery Channel, le vol de Larry Walters a été reproduit ; Adam Savage est monté à 23 mètres d'altitude accroché à 16 ballons météorologiques avant de redescendre progressivement en tirant sur les ballons avec un fusil à plombs.
- Dans la série d’animation Les Simpson (saison 20, épisode 21, « Un prince à New-Orge »), Carl et Lenny volent sur une chaise accrochée à des ballons.
- Dans la série Malcolm (saison 4, épisode 22, « Les arnaqueurs ») Reese, qui souhaite « s'envoler au-dessus des nuages et faire l'expérience d'une joie réservée aux grands oiseaux », s'envole avec sa chaise accrochée à des ballons en récitant des cantiques.

### Divers
- Le cluster ballooning est la pratique moderne (et plus prudente) de ce type de vol en ballon.

## Antécédents historiques
Bartolomeu Lourenço de Gusmão (1685-1724), un prêtre et naturaliste né au Brésil, alors colonie portugaise, célèbre pour ses premiers vols de ballons non habités à Lisbonne en 1720. Bien qu’une majorité de ballons prit feu, il est considéré comme le père de l'aérostation. 1783 sera l’année des premiers vols habités, avec la montgolfière des frères Montgolfier et le ballon à gaz de Jacques Charles.
Malgré le développement des montgolfières et des dirigeables dans l’entre-deux-guerres, il semblerait que Walters fut le premier à parvenir à voler accroché à des ballons à gaz, jusque-là réservés aux instruments de mesure et d'observation.

### Citations originales
1. ↑  « A man can't just sit around. »
2. ↑  « We know he broke some part of the Federal Aviation Act, and as soon as we decide which part it is, some type of charge will be filed. If he had a pilot's license, we'd suspend that. But he doesn't. »
3. ↑  « without establishing and maintaining two-way communications with the control tower. »
4. ↑  « civil aircraft for which there is not currently in effect an Airworthiness Certificate ».
5. ↑  « If the FAA was around when the Wright Brothers were testing their aircraft, they would never have been able to make their first flight at Kitty Hawk. »